# Norskregistrert utenlandsk foretak
Norskregistrert utenlandsk foretak (NUF) är en norsk filial av ett utlandsregistrerat företag. Implementeringen av företagsformen NUF i norsk företagsrätt var ett resultat av EES-avtalet, eftersom etableringsrätt tvärs över landgränserna är en princip i EU-rätt. 